# Alice de Chambrier

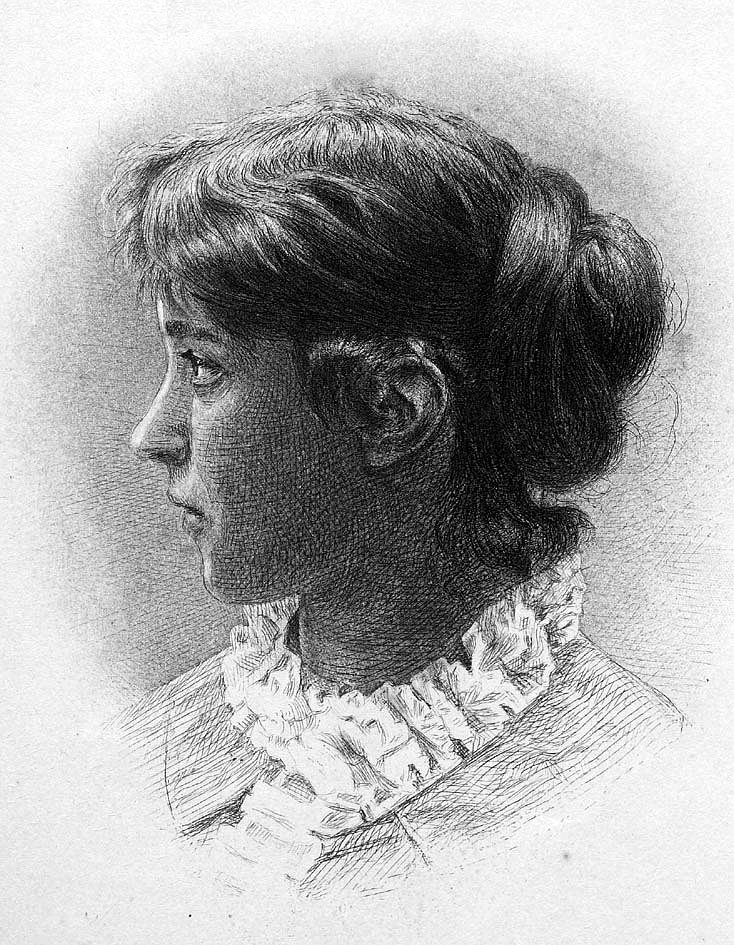
Alice de Chambrier.

Alice de Chambrier, född den 28 september 1861 i Neuchâtel, död där den 20 december 1882, var en schweizisk författarinna.
de Chambrier tillhörde en inom litteraturen bekant familj och ådagalade en brådmogen författarbegåvning. Vid sin död efterlämnade hon utom noveller och romaner på prosa mycket lyrik och flera versifierade skådespel. Utgivna är den fina diktsamlingen Au delà (1884; 4:e upplagan 1886) och romanen Le chatelard de Bevaix (i "Musée neuchâtelois" 1884). 